# Melanis hodia
Melanis hodia is een vlindersoort uit de familie van de prachtvlinders (Riodinidae), onderfamilie Riodininae.
Melanis hodia werd in 1870 beschreven door Butler.